# 庫魯 (汝拉州)
庫魯（法語：Courroux，法語發音：[kuʁu] ⓘ）是瑞士汝拉州的一个市镇，位於該國西北部，面積19.74平方公里，海拔高度418米，2011年人口3,066，七成半人口信奉羅馬天主教，人口密度每平方公里155人。